# Michaił Bondarenko
Michaił Trofimowicz Bondarenko, ros. Михаил Трофимович Бондаренко (ur. 10 maja?/23 maja 1904 w Nowo-Majorskoje, gubernia jekatierinosławska, zm. 9 marca 1983) – radziecki generał major artylerii.

## Życiorys
Od 1926 w Armii Czerwonej. Od sierpnia 1931 dowódca plutonu. Od 1932 dowódca baterii, a od 1937 – dywizjonu. 1937-1941 studiował w Akademii Wojskowej im. Frunzego w Moskwie. Został szefem sztabu 15 Brygady Obrony Powietrznej w Odessie. 
Wziął udział w wojnie radziecko-niemieckiej, od czerwca 1943 jako dowódca dywizji artylerii. W latach 1946–1949 dowódca 8 Dywizji Artylerii Przeciwlotniczej. Generał major od 1949 roku. Rozkazem z 4 stycznia 1952 delegowany do Wojska Polskiego na dowódcę 7 Korpusu Artylerii Obrony Przeciwlotniczej. 6 grudnia 1952 zakończył służbę w WP i wrócił do ZSRR. 
W grudniu 1953 po ukończeniu Wyższych Kursów Akademickich przy Wyższej Akademii Wojskowej im. K.J. Woroszyłowa został szefem grupy planowania i materialnego zabezpieczenia szkolenia bojowego Sztabu Wojsk Obrony Przeciwlotniczej ZSRR, od lipca 1954 był szefem Wydziału Szkolenia Bojowego i Planowania Głównego Zarządu Wojsk Obrony Przeciwlotniczej ZSRR. Od listopada 1954 był zastępcą dowódcy korpusu przeciwlotniczej obrony rakietowej Moskwy. W grudniu 1955 został starszym wykładowcą katedry obrony przeciwlotniczej Wyższej Akademii Wojskowej im. Woroszyłowa. 
W listopadzie 1959 został przeniesiony do rezerwy. 

## Ordery i odznaczenia
- Order Lenina;
- Order Czerwonego Sztandaru (trzykrotnie);
- Order Czerwonej Gwiazdy.